# Jwan Yosef
Jwan Yosef, född 6 september 1984, är en syriskfödd svensk målare och konstnär av kurdiskt och armeniskt ursprung. Han är specialiserad på plastisk konst och är baserad i London, England.  

## Biografi
Yosef föddes i Syrien till en kurdisk far och en armenisk mor. Hans familj immigrerade till Sverige när han var två år gammal, och senare studerade han måleri vid Pernby Målarskola i Stockholm mellan 2004 och 2006, och flyttade sedan till Konstfackshögskolan i Stockholm.

## Karriär
Yosef har deltagit i ett stort antal konstmässor och grupputställningar. Han höll två separatutställningar under 2013 med titeln Painting about Sex, Flesh and Violence, lol på DIVUS Gallery i London och High Notes, på Galleri Anna Thulin, Stockholm. Han deltog i utställningen Threadneedle Prize 2013 och i BEERS Contemporary Award for Emerging Art 2013. 2015 ställde han ut på Galleri Bon med grupputställning There and Back Again med Konstfackkollegorna Josef Bull, Petr Davydtchenko och Natasja Loutchko. Han är en av grundarna och studioinnehavare för The Bomb Factory Art Foundation i Archway, norra London. 

## Privatliv
I april 2016, under amfAR-galan The Foundation for AIDS Research i São Paulo, Brasilien, tillkännagav Yosef offentligt att han hade haft ett förhållande med Puerto Ricanske sångaren Ricky Martin. Paret gifte sig 2017. Den 31 december 2018 meddelade Martin och Yosef, via Instagram, födelsen av deras dotter, Lucia Martin-Yosef. Den 29 oktober 2019 meddelade Martin och Yosef födelsen av deras son, Renn Martin-Yosef.  I juli 2023 tillkännagavs att Martin och Yosef hade separerat efter sex års äktenskap.